# Rosendorf (Gemeinde Weichselbaum)

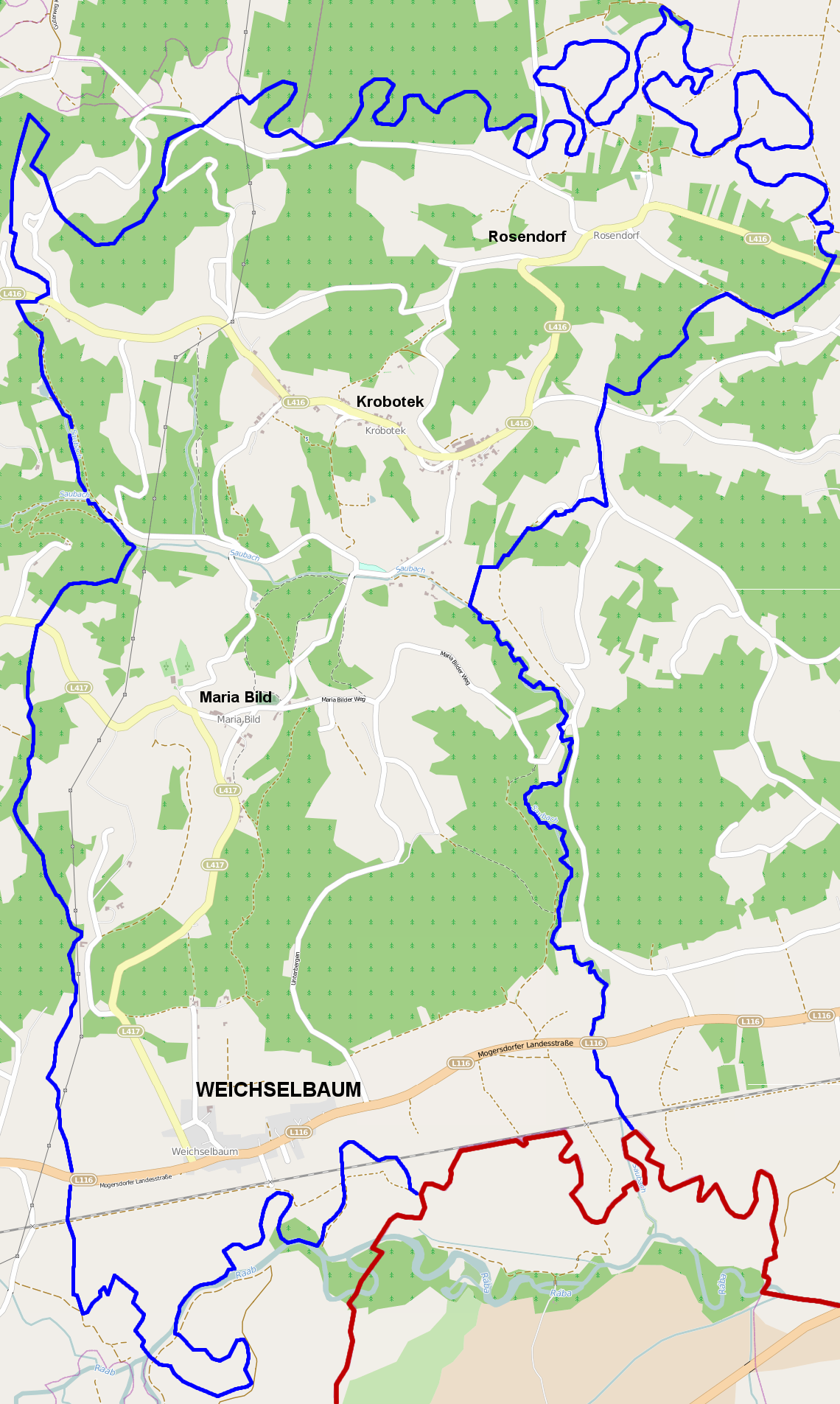
Die Katastralgemeinde Rosendorf ist der nördlichste Teil der Großgemeinde Weichselbaum.

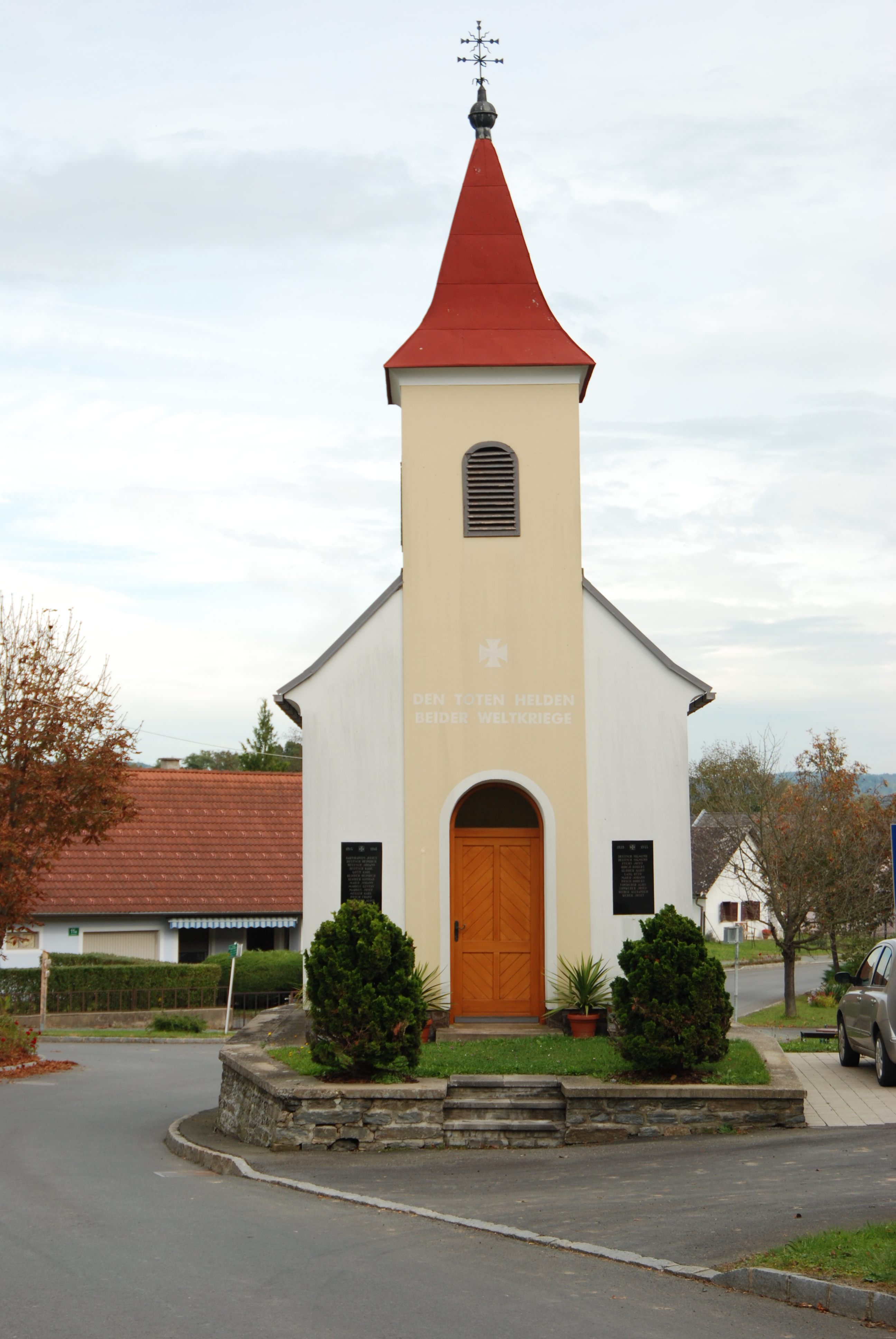
Die Ortskapelle von Rosendorf

Rosendorf (ungarisch Pócsfalu) ist ein Ort im Bezirk Jennersdorf im südlichen Burgenland in Österreich und eine von drei Katastralgemeinden der Großgemeinde Weichselbaum. Die Größe des Ortes beträgt 213,10 Hektar. Mit Stand vom 15. Mai 2001 betrug die Wohnbevölkerung noch 108 Personen. bis zum 1. Jänner 2024 sank sie auf 90 Einwohner.

## Geografie
Rosendorf liegt auf einer Höhe von 239 m ü. A. und ist der nördlichste Teil der Großgemeinde Weichselbaum. Im Norden geht der Ort in das Lafnitztal über. Im Norden grenzt Rosendorf an Eltendorf, Süden und Westen an Krobotek, im Nordosten an Poppendorf im Burgenland und im Südosten an Wallendorf.
Der Ort ist Teil des Naturparks Raab-Őrség-Goričko.

## Geschichte
Rosendorf wird erstmals 1187 schriftlich als Pócsfalu (ungarisch falu ‚Dorf‘) in einer Urkunde des Papstes Urban III., gemeinsam mit Weichselbaum, Jennersdorf und Mogersdorf als zu St. Gotthard gehöriger Meierhof erwähnt.
Aufgrund der Magyarisierungspolitik der Regierung in Budapest musste ab 1898 der ungarische Ortsname Pócsfalu verwendet werden.
Bis 1921 gehörte Rosendorf wie das gesamte Burgenland zu Deutsch-Westungarn. Nach Ende des Ersten Weltkriegs wurde die Gemeinde aufgrund der Verträge von St. Germain und Trianon 1919 Österreich zugesprochen. Rosendorf erhielt bis 1929 den deutschsprachigen Namen Potschendorf. Nach einer Verordnung der Burgenländischen Landesregierung vom 16. Juli 1929 wurde der Name auf Rosendorf geändert.
Als Folge des „Anschlusses“ an das Deutsche Reich erfolge 1938 die Auflösung des Burgenlandes. Die Gemeinden gehörten bis 1945 zum Kreis Feldbach, Gau Steiermark.
Nach Ende des Zweiten Weltkriegs bis Ende 1970 war Rosendorf wieder eine eigenständige Gemeinde. Mit 1. Jänner 1971 erfolgte im Zuge des Gemeindestrukturverbesserungsgesetzes gemeinsam mit der vordem ebenfalls autonomen Gemeinde Krobotek die Zusammenlegung zur Großgemeinde Weichselbaum.
Mit Kriegsende begannen die Aufbauarbeiten. Von 1947 bis 1950 erfolgte die Elektrifizierung, danach wurden Wasserleitungen errichtet. Rosendorf erhielt 1968 als letzte Katastralgemeinde von Weichselbaum eine Kanalisation. 1993 wurde ein Kinderspielplatz errichtet.

## Politik
Bürgermeister der autonomen Gemeinde Rosendorf waren:
- Franz Deutsch (von 1922 bis 1927)
- Anton Supper (von 1927 bis 1931)
- Ludwig König (1931)
- Alexander Weber (von 1931 bis 1936)
- Sigmund Müller (von 1936 bis 1938)
- Emil Wind (als Verwalter von 1938 bis 1945)
- Alexander Weber (von 1945 bis 26. Juni 1950)
- Emil Posch (von 26. Juni 1950 bis 9. Dezember 1962)
- Johann Hadl (von 9. Dezember 1962 bis 31. Dezember 1970)

Ortsvorsteher von Rosendorf ist Harald Brunner (ÖVP). Der Vizebürgermeister der Großgemeinde Weichselbaum, Josef Markus (SPÖ), kommt ebenfalls aus Rosendorf.

## Verkehr
Der Ort wird von der Rosendorfer Landesstraße (L416), die in Mitter-Henndorf von der Güssinger Straße (B57) abzweigt und über Krobotek und Wallendorf zur Mogersdorfer Landesstraße (L116) führt, durchzogen. Die Verbindung zu Weichselbaum stellt die Maria Bilder-Landesstraße (L417) und die Gemeindestraße Krobotek-Rotten her. Nach Norden besteht mit der Rosendorfer Straße eine Verbindung mit Eltendorf.

## Sehenswürdigkeiten
Rosendorf weist keine besonders erwähnenswerten Sehenswürdigkeiten auf. Die Ortskapelle steht nicht unter Denkmalschutz. Auffällig sind jedoch die zahlreichen Rosen, die den Ort zieren und ihm ihren Namen gaben.

## Vereine
- Freiwillige Feuerwehr Rosendorf – Die Wehr wurde 1911 gegründet. Ihr gehören 17 Aktive, drei Jugendliche und ein Reservist an. Kommandant ist Wolfgang Brunner.[12]